# Universidad de Illinois en Chicago
La Universidad de Illinois en Chicago (UIC) es una universidad pública de investigación en Chicago, Illinois, Estados Unidos. Su campus está en el área comunitaria de Near West Side, adyacente al Chicago Loop. UIC, el segundo campus establecido bajo el sistema de la Universidad de Illinois, es también la universidad más grande del área metropolitana de Chicago, con más de 33.000 estudiantes  matriculados en 16 facultades. Está clasificada entre "R1: Universidades de Doctorado – Muy alta actividad investigadora". 
UIC compite en Conferencia del Valle de Missouri de la División I de la NCAA. 

## Historia

### Principios
La Universidad de Illinois en Chicago tiene sus orígenes en varias facultades de salud privadas fundadas a finales del siglo XIX, incluida la Facultad de Farmacia de Chicago, que abrió en 1859, la Facultad de Médicos y Cirujanos (1882) y la Facultad de Odontología de Columbia (1893). 
La Universidad de Illinois fue fundada en 1867 en Champaign-Urbana, como la universidad estatal con concesión de tierras. A cambio de aceptar la ubicación de Champaign-Urbana, se prometió a los legisladores del área de Chicago que se abriría una sucursal "politécnica" en Chicago.  Las facultades de salud con sede en Chicago se afiliaron a la universidad en 1896-1897 y se incorporaron plenamente a la Universidad de Illinois en 1913, como la Colleges of Medicine, Dentistry, and Pharmacy. La educación y la investigación médicas se expandieron en las décadas siguientes, lo que llevó al desarrollo de varias otras facultades de ciencias de la salud, que se fusionaron como las Chicago Professional Colleges. En 1936, el primer acto del recién elegido representante estatal Richard J. Daley fue presentar una resolución pidiendo el establecimiento de un campus universitario de la Universidad de Illinois en Chicago. 

### Campus del Navy Pier
Cuando la Segunda Guerra Mundial estaba llegando a su fin, el Congreso aprobó el GI Bill en 1944, que buscaba recompensar a los veteranos por su servicio militar. Entre otros beneficios, proporcionó financiación educativa, haciendo que los títulos universitarios fueran mucho más accesibles para una selección mucho más amplia del público estadounidense. En 1945, Daley, que entonces era senador estatal, presentó cuatro proyectos de ley pidiendo una universidad en Chicago.  En 1946, al darse cuenta de que estarían "asediados con solicitudes", los funcionarios de la Universidad de Illinois abrieron lo que iba a ser una sucursal temporal llamada Chicago Undergraduate Division (CUD) en Navy Pier.  El campus no era un colegio universitario, sino que tenía un plan de estudios basado en los cursos de Urbana, y los estudiantes que completaran con éxito los requisitos de los dos primeros años podían ir a Urbana y terminar su carrera.
Las clases en el campus del CUD comenzaron en octubre de 1946 y se matriculaban aproximadamente 4.000 estudiantes cada semestre.  Apodada " Harvard en las rocas", tres cuartas partes de sus estudiantes eran veteranos del GI Bill, muchos de los cuales eran inmigrantes y la mayoría trabajaban en otros trabajos a tiempo parcial para mantenerse. También acogió a estudiantes universitarios de primera generación de familias trabajadoras que viajaban desde casa. (Navy Pier aparece en Zen and the Art of Motorcycle Maintenance de Robert Pirsig ; su protagonista enseñó inglés  estudiantes de primer año allí).
Debido a la gran demanda de educación universitaria pública en Chicago, la universidad hizo planes para crear un campus permanente que otorgara títulos en Chicago. Los estudiantes de CUD necesitaban transferirse después de dos años a una universidad privada más cara en Chicago o ir al campus principal en Champaign-Urbana, donde había menos oportunidades laborales. 

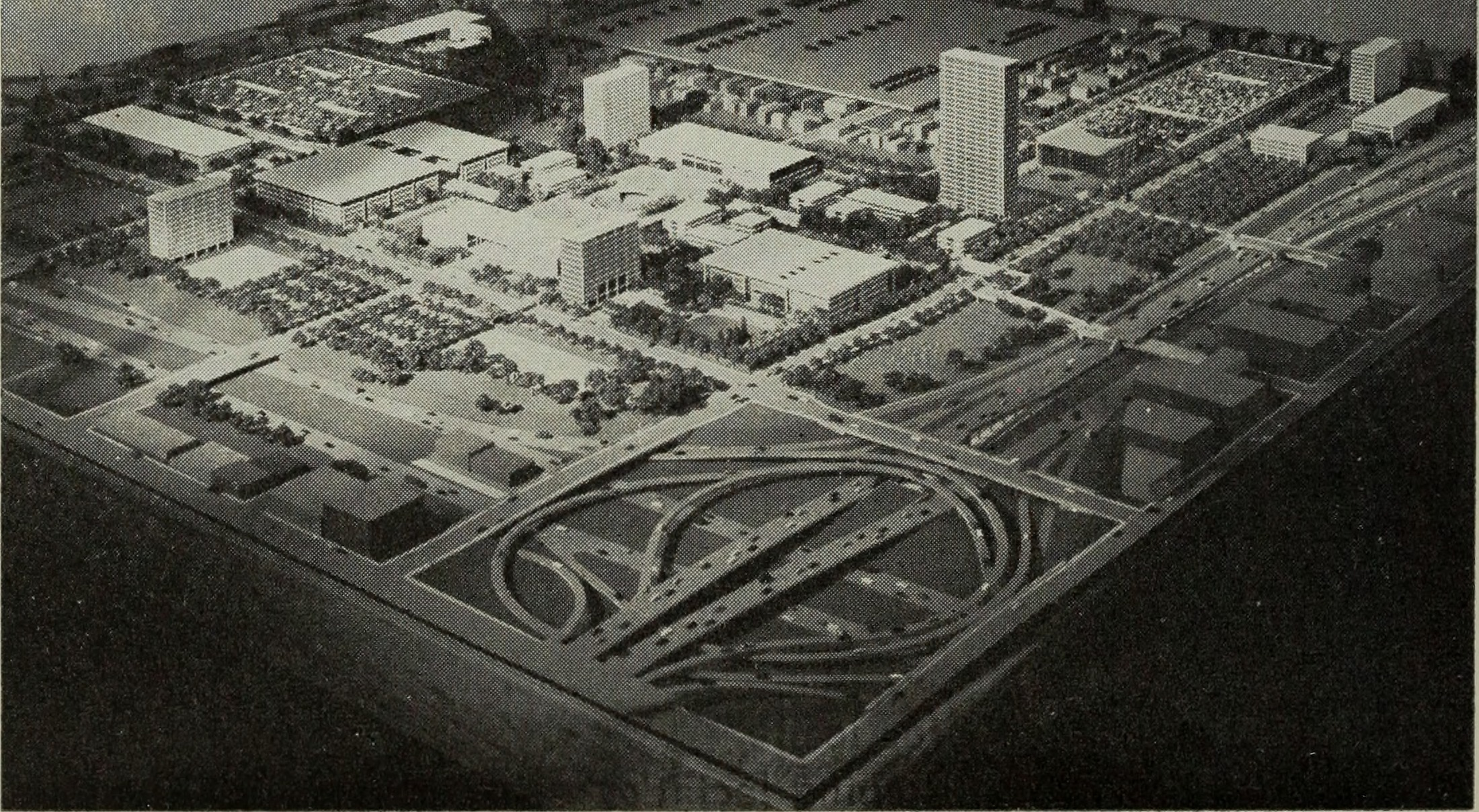
Modelo de campus de 1963 y el intercambio circular.

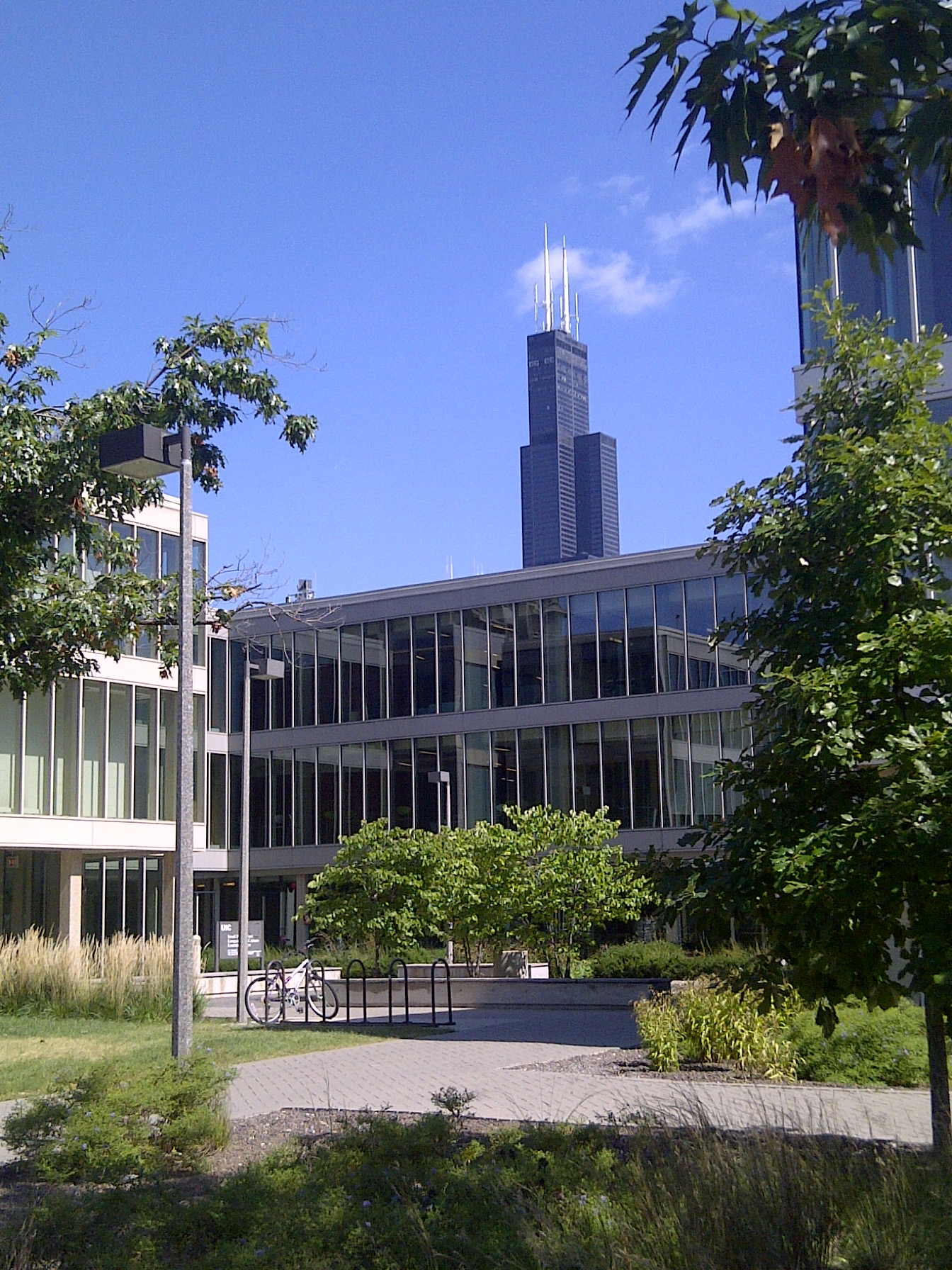
Campus de la UIC

### Campus del Círculo de Congresos
Daley logró que el Senado estatal en 1951 aprobara un proyecto de ley que pedía un campus en Chicago. Luego, Daley se convirtió en alcalde de Chicago en 1955 y presionó a la Universidad de Illinois para que actualizara el Centro de Pregrado de Chicago a una institución de pleno derecho de cuatro años.  Después de un largo y controvertido proceso de decisión sobre el sitio, en 1961, el alcalde Daley ofreció el sitio de las calles Harrison y Halsted para el nuevo campus.  En diciembre de 1961 se tomó la decisión final de establecer una universidad de cuatro años en Chicago. Ese mismo año, los Colegios Profesionales de Chicago se convirtieron en la University of Illinois at the Medical Center (UIMC). 
Florence Scala lideró la lucha contra el plan del alcalde Richard J. Daley de demoler su vecindario italoestadounidense para construir el campus. En 1963, los administradores de Hull House aceptaron una oferta de 875.000 dólares para el edificio del asentamiento. Jessie Binford y Scala llevaron el caso a la Corte Suprema. Scala encabezó marchas y organizó una sentada en el Ayuntamiento para protestar por la construcción. Las demandas presentadas por ella y otras personas obstaculizaron los planes de construcción de Daley durante casi dos años. La lucha terminó oficialmente en 1963, cuando la Corte Suprema de Estados Unidos se negó a considerar una apelación presentada por activistas vecinales y el acuerdo se cerró el 28 de marzo de 1963. Durante la construcción del campus de la UIC de 100 acres (0,40 km²), 200 empresas y 800 casas fueron arrasadas en Little Italy, con 5.000 residentes desplazados.  

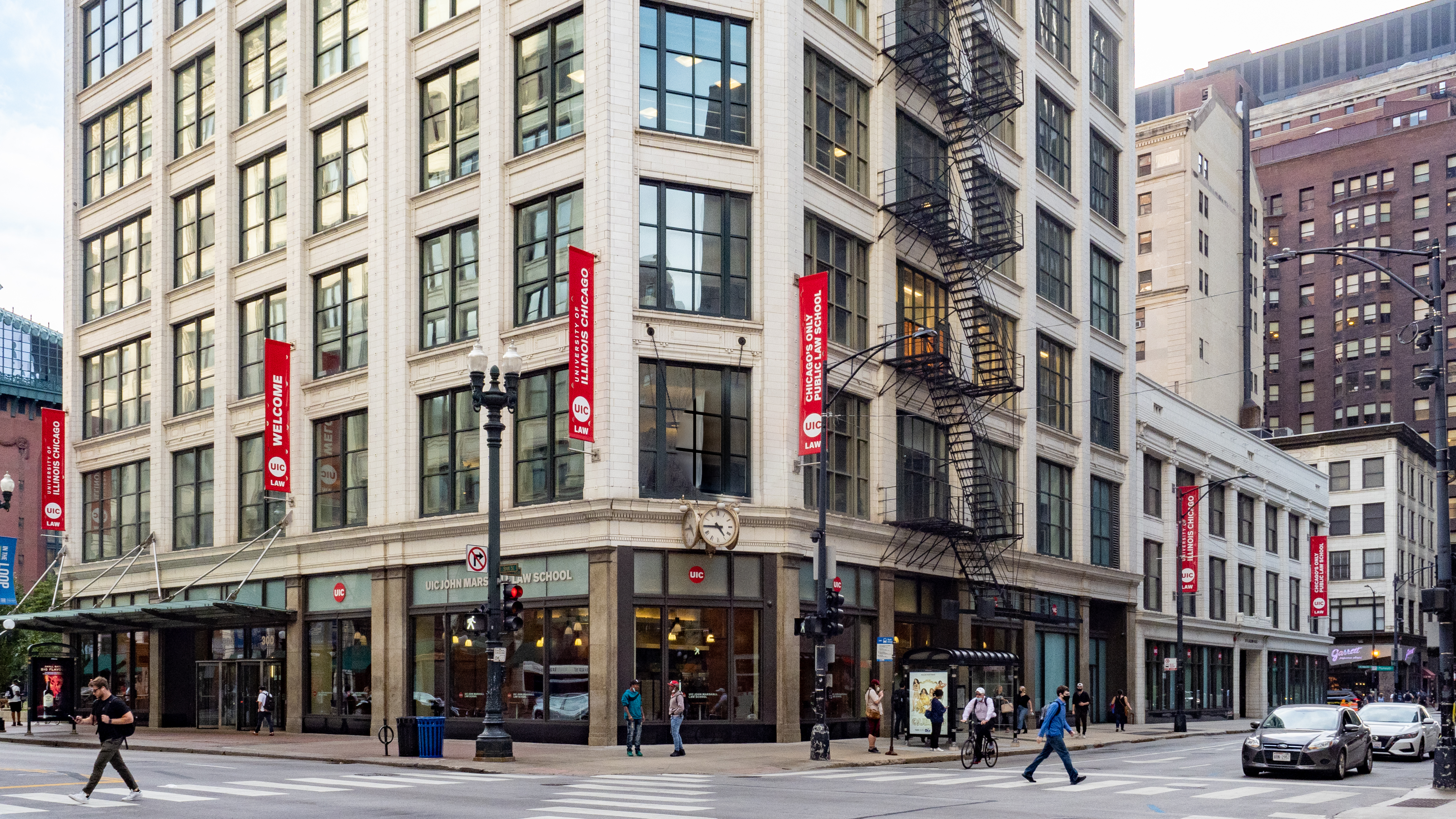
Facultad de Derecho de la Universidad de Illinois en Chicago

En 1963, comenzó la construcción del nuevo campus de la universidad en Chicago en las calles Harrison y Halsted cerca de Greektown, Chicago. En febrero de 1965, se inauguró el nuevo campus de Chicago y fue nombrado Universidad de Illinois en Congress Circle (UICC) en referencia al cercano Circle Interchange de la I-290 y la I-90 / I-94).  Poco antes de su apertura, la Congress Expressway pasó a llamarse Eisenhower Expressway y el campus pasó a llamarse Universidad de Illinois en Chicago Circle (UICC). UICC fue diseñada en estilo brutalista por Walter Netsch de Skidmore, Owings and Merrill, un estudio de arquitectura con sede en Chicago responsable de muchos de los rascacielos más altos de la actualidad.    A diferencia del campus de la CUD, Circle era una institución que otorgaba títulos. A los cinco años de la apertura del campus, además de títulos universitarios, prácticamente todos los departamentos ofrecían títulos de posgrado.

### Consolidación
En septiembre de 1982, el sistema de la Universidad de Illinois consolidó la UICC y la UIMC para formar la Universidad de Illinois en Chicago (UIC).  En 2000, la UIC comenzó a desarrollar el campus sur. La expansión de la UIC al sur de Roosevelt Road aumentó el espacio habitable y las instalaciones de investigación en el campus.  En 2019, la Facultad de Derecho John Marshall (fundada en 1899) se afilió a la universidad. 

## Académica

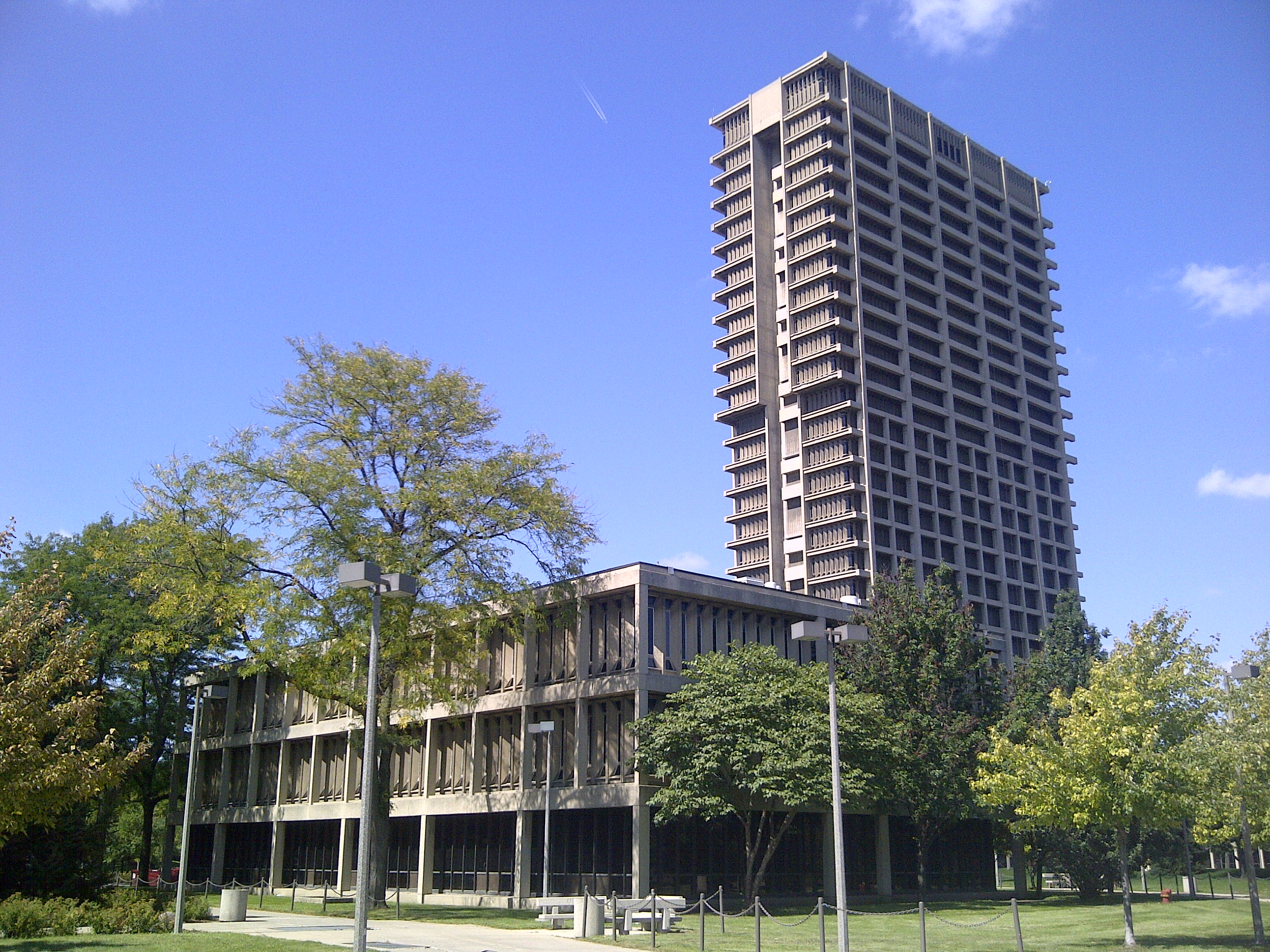
University Hall, ubicado en el Campus Este de la UIC

Uno de cada diez habitantes de Chicago con un título universitario es un alumno de la UIC.  Aproximadamente uno de cada ocho médicos de Illinois se graduó de la Facultad de Medicina (la facultad de medicina más grande del país). Uno de cada tres farmacéuticos de Illinois es un graduado de la Facultad de Farmacología. La mitad de todos los dentistas de Illinois son graduados de la Facultad de Odontología. 

### Organización
La Universidad de Illinois Chicago ofrece 86 títulos de licenciatura, 111 títulos de maestría y 66 títulos de doctorado  a través de sus 16 facultades, además del Honors College especializado de la universidad (para estudiantes universitarios) y el Graduate College general (para estudiantes de posgrado).
La UIC ofrece once programas interuniversitarios, algunos de los cuales están organizados como centros: Centro Oncológico, Centro de Biología Estructural, Programa de Neurociencia, Consejo para la Formación Docente, Educación de Posgrado en Ciencias Médicas, Programa de Admisiones a Programas Profesionales Garantizados, Programa de Artes de la Imagen en Movimiento, Programa Nacional Centro de Excelencia en Salud de la Mujer, Oficina de Asuntos Internacionales, Oficina de Estudios en el Extranjero y Oficina de Programas Especiales de Becas.
La universidad está dirigida por el rector, que cuenta con el apoyo de siete vicerrectores, un director ejecutivo para funciones administrativas y quince decanos universitarios. Hay un decano de biblioteca y tres decanos regionales de facultades de medicina. 
La División de Pregrado se consideraba un departamento externo al campus principal en Urbana-Champaign. Como tal, primero estuvo encabezado por un decano (1946 - 1957), luego un decano ejecutivo (1957 - 1960) y luego un vicepresidente a cargo (1960 - 1966) que reportaba al presidente de la U de I. Cuando el campus de Chicago Circle, antecesor directo de la UIC, abrió sus puertas en 1967, su director ejecutivo recibió el título de canciller. Al mismo tiempo, el liderazgo diario del campus de Urbana-Champaign también fue transferido a un rector, y ambos reportaban en igualdad de condiciones al presidente.

### Demografía

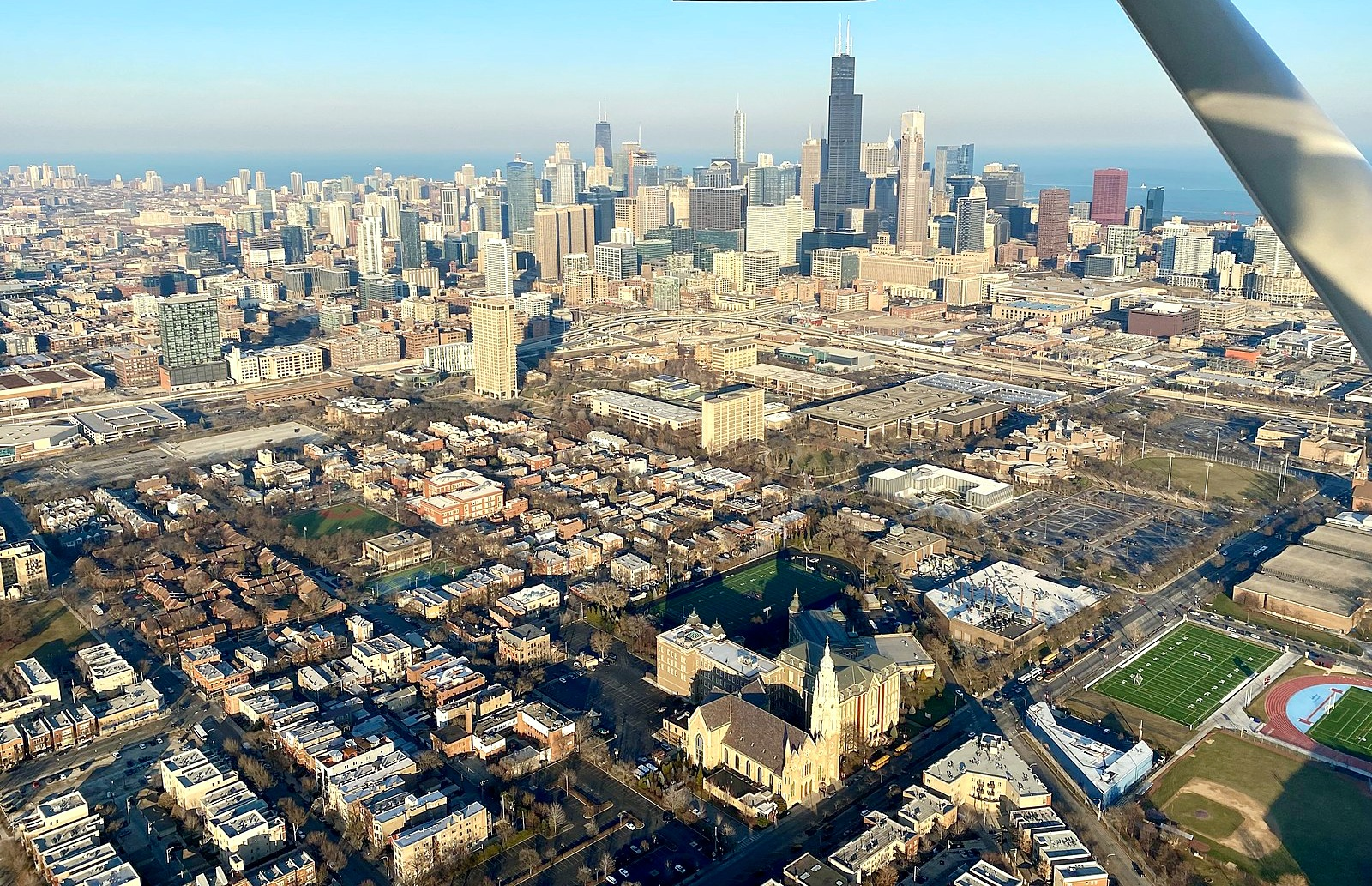
Campus UIC desde el aire en diciembre de 2019

El alumnado de la UIC está formado por más de 30.000 estudiantes en total, de los cuales casi 21.000 son estudiantes de pregrado.  Estadísticas demográficas del alumnado a 2023 eran:
| Carrera                                     | Porcentaje |
| ------------------------------------------- | ---------- |
| Blanco (no hispano)                         | 27%        |
| Asiático                                    | 18%        |
| Nativo de Hawái o de las islas del Pacífico | <1%        |
| Hispano (de cualquier raza)                 | 29%        |
| Negro (no hispano)                          | 8%         |
| Nativo americano/nativo de Alaska           | <1%        |
| Dos o más etnias                            | 3%         |
| Internacional                               | 12%        |
| Desconocido                                 | 2%         |

El canciller dirige seis comités relacionados con la diversidad sobre asiáticoamericanos, negros, latinos, cuestiones LGBT, personas con discapacidades y mujeres. La Universidad de Illinois en Chicago es una institución al servicio de los hispanos (HSI, por sus siglas en inglés) designada a nivel federal y se encuentra entre las universidades con mayor diversidad étnica de los Estados Unidos.  

### Clasificaciones y estadísticas

#### En general
En la clasificación de colegios y universidades de 2023 de US News & World Report, la Universidad de Illinois Chicago se ubicó como la 82.ª mejor universidad nacional  y la 40.ª mejor universidad pública nacional.  En el ranking Washington Monthly de universidades nacionales de 2018, la UIC se ubicó como la 26.a mejor universidad nacional de los EE. UU.  En 2014-15, el Academic Ranking of World Universities colocó a la UIC en el grupo 150-200 en el mundo y en el 68-85 en EE. UU.  En 2016-17, el ranking mundial de universidades del Times Higher Education colocó a la UIC en el puesto 63 en los EE. UU. y en el puesto 200 en el mundo.  En 2014, el Times Higher Education 100 Under 50 University Rankings  (una comparación de universidades de menos de 50 años) colocó a la UIC en la tercera posición en los EE. UU. y en la decimotercera del mundo.  El ranking QS Worldwide University 2014/15 colocó a la UIC en la posición 186. Forbes clasificó a la Universidad de Illinois Chicago en el puesto 361 entre 650 universidades en "Las mejores universidades de Estados Unidos 2014".

#### Investigación
La UIC está clasificada entre "R1: Universidades de Doctorado – Muy alta actividad investigadora".  Según la Fundación Nacional de Ciencias, la UIC gastó 361 millones de dólares en investigación y desarrollo en 2018, ubicándose en el puesto 69 a nivel nacional. 

#### Áreas temáticas: específicas del programa
En la clasificación de 2012 del Instituto de Educación Superior de Shanghai, la UIC empató en el puesto 51 al 75 en el área temática de ciencias sociales,  del 76 al 100 en el área temática de medicina,  y del 101 al 150 en la materia áreas de ciencias de la vida/agrícolas  y ciencias naturales y matemáticas. 
En la clasificación de 2015 de US News & World Report, publicada en 2014, la Escuela de Graduados de Negocios Liautaud de la Universidad de Illinois en Chicago ocupó el puesto 92 entre las mejores escuelas de negocios por su programa MBA de tiempo completo. 
Muchos programas se ubicaron entre los 50 mejores rankings generales de programas de posgrado según US News & World Report en 2013 (publicado en 2012), incluidos: Psicología clínica (42), Criminología (19), Educación (38), Inglés (41), Bellas Artes (45), Historia (36), Matemáticas (36), Enfermería (11), Terapia Ocupacional (4), Farmacia (14), Fisioterapia (16), Asuntos Públicos (37), Salud Pública (16), Trabajo Social (24) y Sociología (41). La edición de junio de 2007 de Communications of Association for Computing Machinery publicó una clasificación de programas de posgrado en ciencias de la computación basada en publicaciones académicas recientes. Esa lista ubicó a la UIC en el puesto 34, empatada con Caltech, entre los 50 mejores programas de posgrado de EE. UU.
La encuesta de Princeton Review and Entrepreneur realizada a más de 700 escuelas estadounidenses clasificó al programa de emprendimiento de la UIC en el puesto 9 (pregrado) y 12 (posgrado). En 2008 , US News & World Report clasificó el programa de pregrado en negocios de la UIC en el puesto 58 y el programa de pregrado en ingeniería en el puesto 57 en los Estados Unidos. US News & World Report también clasificó el MBA a tiempo parcial de la UIC en el puesto 24 entre más de 300 programas a nivel nacional y el programa de posgrado en finanzas en el puesto 19; Las clasificaciones de programas de pregrado fueron contabilidad (28) y finanzas (17 en 2010). En 2010, Princeton Review clasificó a la UIC entre los 50 mejores programas universitarios de diseño de juegos de 700 universidades de EE. UU. y Canadá. Los criterios incluyeron la calidad del plan de estudios, el cuerpo docente, las instalaciones y la infraestructura. El Princeton Review también analizó datos sobre becas, ayuda financiera y oportunidades profesionales. 
UIC se fusionó con la Facultad de Derecho John Marshall en 2019 y se convirtió formalmente en la Facultad de Derecho John Marshall de la UIC. Es la primera facultad de derecho pública en la ciudad de Chicago y una incorporación que la universidad debía haber hecho hace mucho tiempo y que se esfuerza por ampliar la disponibilidad de una facultad de derecho pública en la ciudad. Los estudiantes de John Marshall se convirtieron oficialmente en estudiantes de la UIC y tienen derecho a acceder a los mismos recursos que todos los estudiantes de la UIC. 
En mayo de 2021, los Fideicomisarios de UI votaron para cambiar oficialmente el nombre de la Facultad de Derecho John Marshall de la UIC como Facultad de Derecho de la UIC en julio de 2021, citando el "papel de John Marshall como traficante de esclavos, propietario de cientos de esclavos, jurisprudencia a favor de la esclavitud y opiniones racistas". 

## Instalaciones

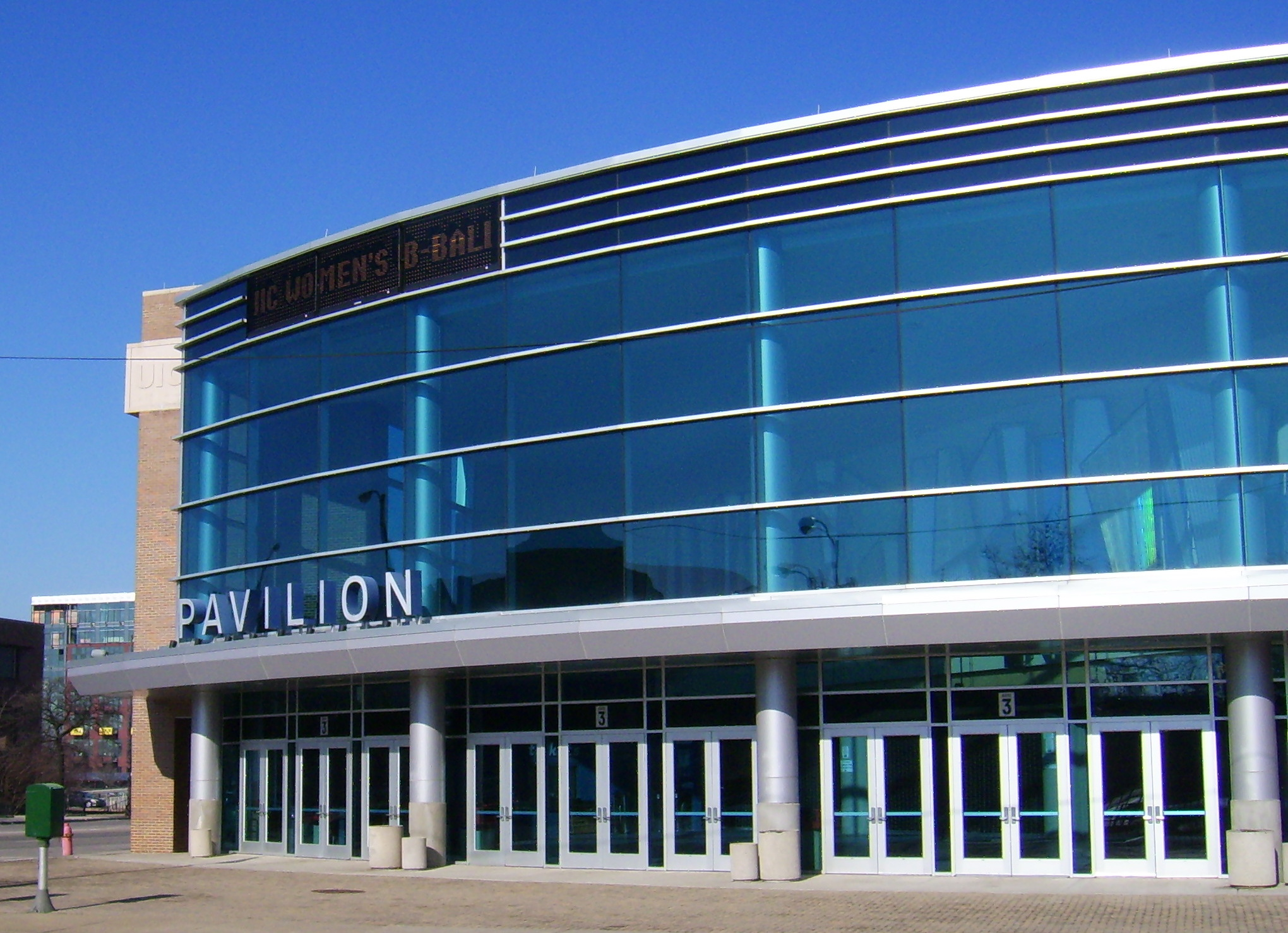
Credit Union 1 Arena

UIC es la universidad más grande de Chicago con más de 33.000 estudiantes, 12.000 empleados, 16 facultades y el principal centro médico público del estado.
El Campus Este fue diseñado en estilo brutalista por Walter Netsch .  El plan incluía pasarelas en el segundo piso que conectaban todos los edificios.  Algunos de los edificios posteriores en el diseño de Netsch no eran rectilíneos (el Edificio de Ciencias del Comportamiento) e incluso tenían formas irregulares (Ciencia e Ingeniería Sur, y el edificio de Arte y Arquitectura, nunca terminado). Estos demostraron su idea de la "teoría de campos": diseños que utilizaban cuadrados y rotaciones de cuadrados superpuestos entre sí. Si bien los edificios están en gran parte intactos, los pasillos se eliminaron en fases a principios de la década de 1990 para hacer el campus más acogedor.  Se han realizado esfuerzos considerables para modificar el plan original del campus de Netsch para crear la sensación de un campus universitario tradicional. Por ejemplo, el área frente al edificio administrativo principal, University Hall, ha sido objeto de varias renovaciones en la última década; y en 1982 se agregó Credit Union 1 Arena (anteriormente UIC Pavilion, un estadio deportivo).
El East Campus está ubicado en el Near West Side, justo al sur de Greektown y a 15 minutos a pie del centro de Chicago. La yuxtaposición de campus y densidad comercial fue el resultado directo de la renovación urbana a gran escala encabezada por el alcalde Richard J. Daley. 
El West Campus, también en el Near West Side, es mucho más antiguo e incluye algunos edificios construidos en estilo gótico colegial. En el Campus Oeste se encuentran las facultades de Medicina, Farmacia, Enfermería, Odontología, Ciencias de la Salud Aplicadas y Salud Pública, así como la Biblioteca de Ciencias de la Salud. El West Campus está en el corazón del Distrito Médico de Illinois, donde se encuentra el Centro Médico de la Universidad de Illinois.

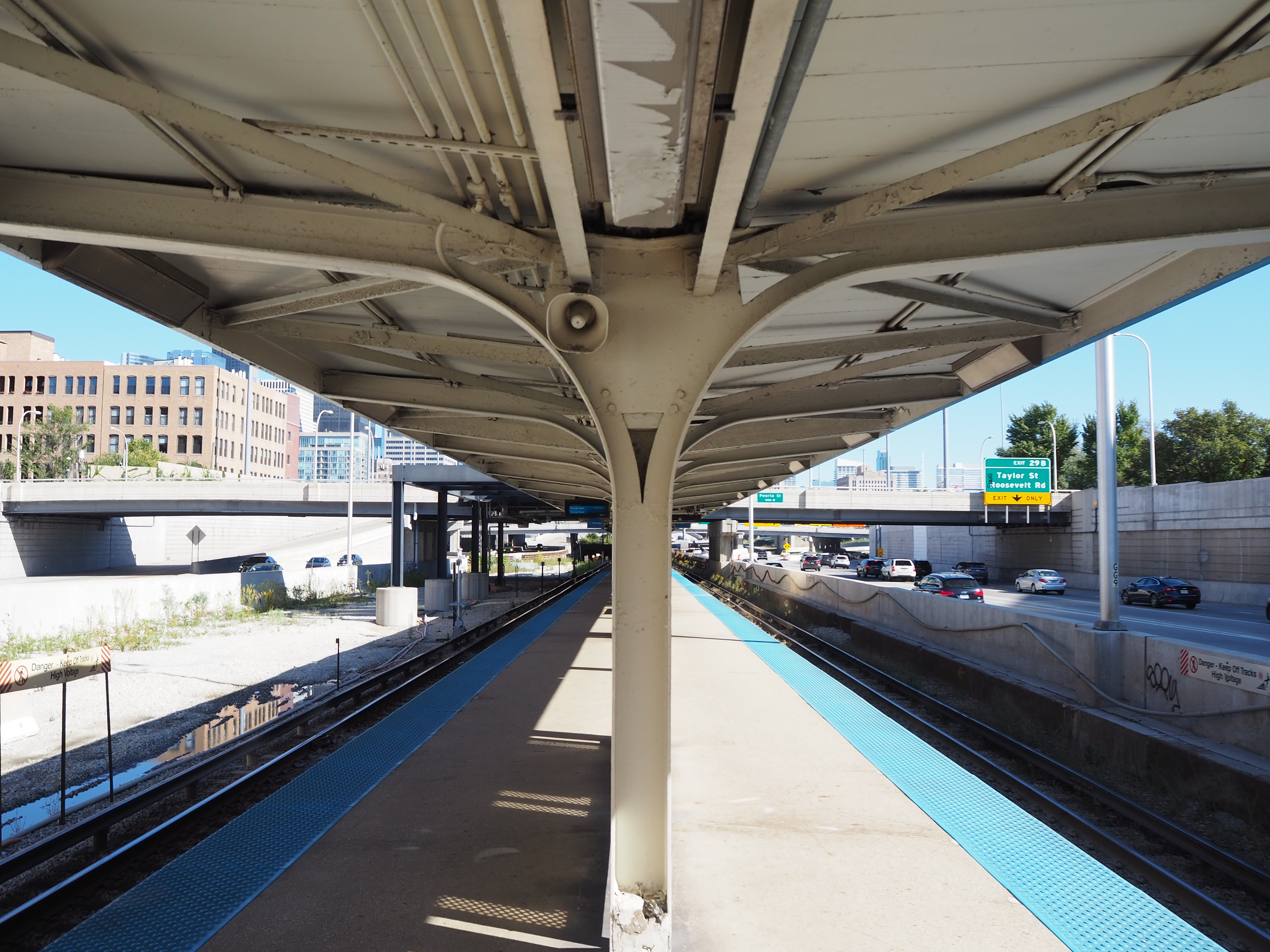
Estación UIC-Halsted de la línea azul de CTA

La Línea Azul de la Autoridad de Tránsito de Chicago, parte de la 'L' de Chicago, pasa por la mediana de la Autopista Eisenhower a lo largo del lado norte del campus. Tres estaciones de la Línea Azul están cerca de la universidad: UIC-Halsted, Racine y Illinois Medical District . La Línea Rosa sirve al campus oeste de UIC en Polk Street y va directamente al Centro de Transporte Ogilvie.

### Alojamiento para estudiantes

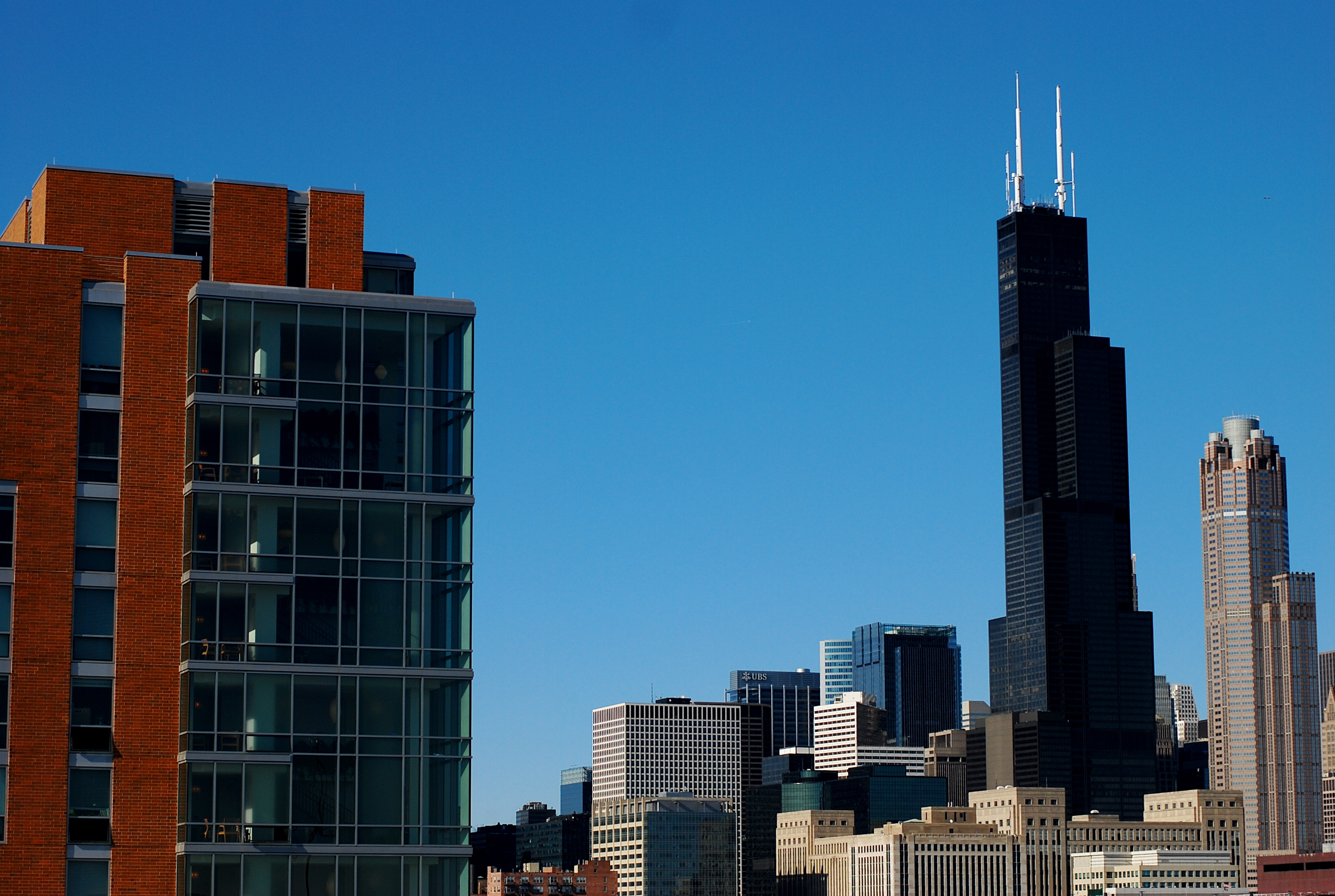
Residencia universitaria James Stukel Towers de la UIC con el centro de Chicago y la Torre Willis al fondo

La UIC ofrece nueve residencias universitarias para sus estudiantes. El Campus Este contiene cuatro residencias universitarias, el Campus Sur contiene tres y el Campus Oeste contiene tres. Hasta la ampliación del Campus Sur, los estudiantes de la UIC seguían siendo predominantemente viajeros. Sin embargo, la administración ha trabajado para cambiar el campus a uno donde la mayoría de los estudiantes sean residenciales.  Casi 6.000 estudiantes viven a una milla y media del campus.  3.800 estudiantes, incluida más de la mitad de todos los estudiantes de primer año, viven en las nueve residencias universitarias de la UIC.  También hay miles de apartamentos a poca distancia de las clases.
En el Campus Este, Commons West y Commons South son pasillos tradicionales con habitaciones dobles que se abren a un pasillo común; cada piso comparte un baño común. Courtyard y Commons North son edificios estilo grupo con habitaciones agrupadas para compartir un pequeño baño privado. Estos cuatro edificios están conectados al Student Center East, que alberga una cafetería, la librería del campus, una tienda de conveniencia, bolera/billar, una barbería y el Inner Circle (una variedad de restaurantes de comida rápida).
Las viviendas de West Campus se componen de la residencia de estudiantes individuales (SSR, apartamentos para estudiantes de posgrado) y la residencia de Polk Street (habitaciones estilo grupo). South Campus alberga Marie Robinson Hall y Thomas Beckham Hall, ambos edificios estilo apartamentos. En el otoño de 2007, se abrieron las James Stukel Towers y contienen habitaciones estilo suite con baño y sala de estar. De acuerdo con la cultura de la UIC, los estudiantes suelen referirse a las residencias mediante abreviaturas en lugar de sus nombres completos (por ejemplo, "TBH" en lugar de "Thomas Beckham Hall").
El objetivo principal del SSR es albergar a estudiantes de posgrado, estudiantes de pregrado mayores de 24 años y estudiantes profesionales. El tercer y cuarto piso albergan a estudiantes universitarios de 21 a 23 años. La residencia de ancianos está ubicada en el piso 16. El quinto piso de la SSR cuenta con un programa piloto para estudiantes con familias. El programa puede albergar hasta 15 familias.  Los residentes del programa familiar están divididos en zonas para las Escuelas Públicas de Chicago.  Las familias que viven en SSR están asignadas a la escuela primaria Washington Irving y a la escuela secundaria Crane.  
El nuevo Complejo Académico y Residencial, ARC, se inauguró en respuesta al continuo aumento de matrículas en la universidad. El edificio consta de grandes salas de conferencias, aulas con secciones de debate más pequeñas, salas de reuniones y alojamiento para estudiantes. El edificio también cuenta con un pequeño gimnasio para estudiantes y un Starbucks. 

### Recreación estudiantil
El Centro de Recreación para Estudiantes de la UIC (SRF) es un complejo recreativo para estudiantes de la UIC. Inaugurado en la primavera de 2006, el SRF cuenta con un muro de escalada de tres pisos, canchas multiuso para juegos y una piscina con un río lento contiguo. También hay una instalación recreativa en el lado oeste del campus. El Centro Deportivo y Fitness, SFC, comprende un piso de fitness, piscina olímpica, baño de vapor, canchas de usos múltiples, canchas de ráquetbol y mucho más. UIC Campus Recreation también supervisa el Outdoor Field Complex, OFC, en el lado sur del campus. Este complejo al aire libre está compuesto por dos grandes campos polivalentes.  Campus Recreation alberga una variedad de programas que promueven el bienestar y el bienestar de los estudiantes durante todo el año académico. Dichos eventos incluyen RecFest, Destress fest y muchos más.

### Centro médico y facultad de medicina

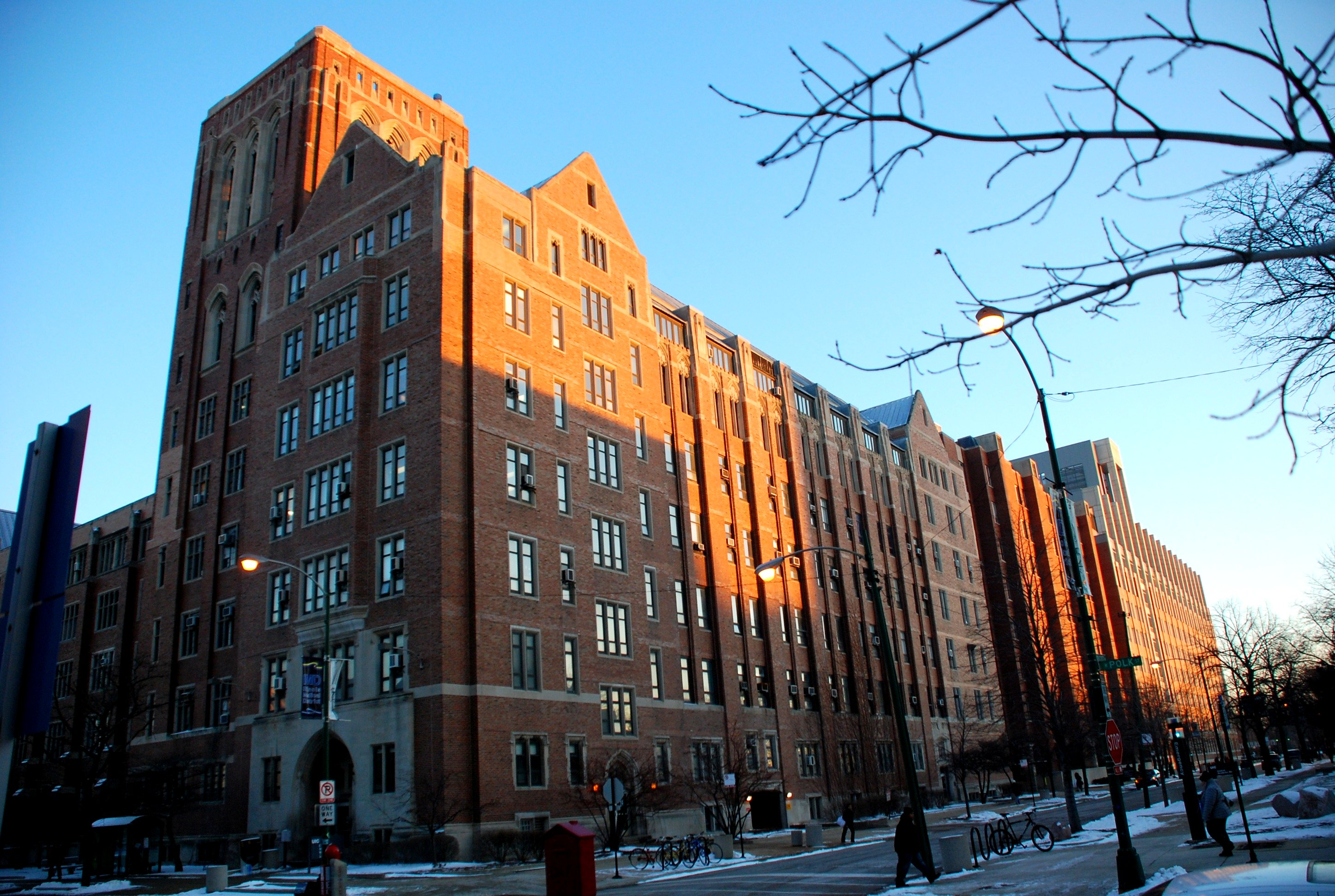
Torre Oeste de la Facultad de Medicina de la UIC

La Facultad de Medicina de la Universidad de Illinois ofrece un programa de cuatro años conducente a la obtención del título de médico en cuatro sitios diferentes en Illinois: Chicago, Peoria, Rockford y Urbana-Champaign. UIC es una parte importante del Distrito Médico de Illinois (IMD). Si bien el hecho de que el IMD se proclame a sí mismo como "el distrito médico urbano más grande del país" puede ser objeto de debate, el distrito es una fuerza económica importante que aporta 3.300 millones de dólares a la economía local y sustenta 50.000 puestos de trabajo. En la cultura popular, la Facultad de Medicina de la UIC era la Facultad de Medicina afiliada al Hospital del Condado de Cook en la serie de televisión ER.

### Renovaciones del campus

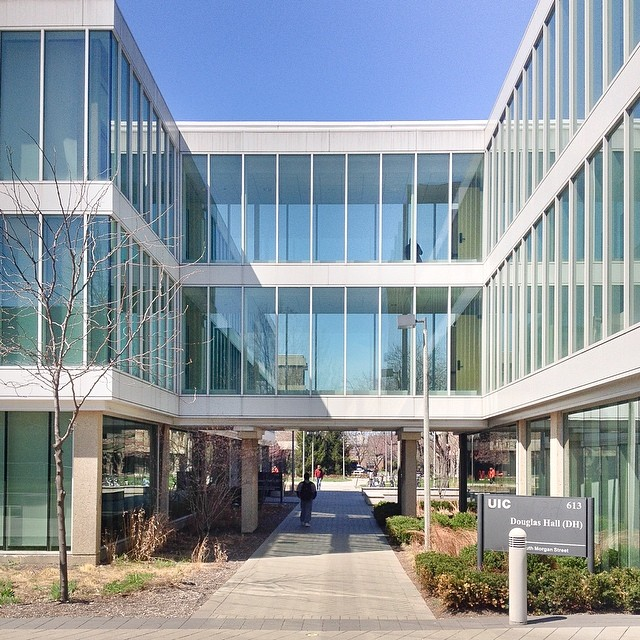
Salón Douglas (renovado)

Después de la importante ampliación del Campus Sur de 550 millones de dólares, la universidad comenzó a renovar las instalaciones existentes en el campus. Esta atención se debe en parte a un presupuesto estatal limitado: los fondos estatales para nuevos edificios son escasos. Dado que la renovación es menos costosa, se está utilizando este enfoque para actualizar las instalaciones.
Las primeras renovaciones de este tipo se realizaron en tres edificios originales "pastillero": Grant Hall, Lincoln Hall y Douglas Hall.  Los edificios renovados utilizan energía solar y geotérmica, lo que requirió cavar cincuenta pozos a 500 pies en el suelo al este del University Hall. El ahorro de energía del 20-25% llevó a Lincoln Hall y Douglas Hall a obtener la certificación LEED Gold de EE. UU. Grant Hall no solicitó la certificación LEED a pesar de que era el prototipo de muchas de las características que se encuentran en Lincoln y Douglas Halls.     La nueva fachada es toda de vidrio y los edificios contienen instalaciones para profesores y estudiantes. Hay planes para ampliar el proyecto de renovación a todos los grupos de salas de conferencias si el programa piloto tiene éxito.
Otras renovaciones del campus incluyen el techo del Edificio de Ciencias del Comportamiento y la terraza del edificio de Educación, Artes Escénicas y Trabajo Social.  En 2019 se inauguró un edificio completamente nuevo que alberga la Facultad de Ingeniería para dar cabida al aumento de la inscripción en la universidad. Cuenta con el único laboratorio estructural de gran altura en la ciudad de Chicago. 
Para dar cabida a la creciente matrícula en el departamento de informática, se está construyendo un nuevo edificio llamado Centro de Investigación y Aprendizaje de Diseño Informático (CDRLC); Está previsto que esté terminado en el verano de 2023, con un presupuesto de 117,8 millones de dólares. 

### Sostenibilidad
La Oficina de Sostenibilidad de la universidad se fundó en enero de 2008.  Las iniciativas de sostenibilidad actuales incluyen mejoras en la iluminación, mejoras en la envolvente de los edificios, mejoras en los medidores y compostaje de desechos paisajísticos.  El trabajo reciente en Grant, Lincoln y Douglas Hall incluyó su actualización para usar bombas de calor geotérmicas, que calientan y enfrían el edificio de manera eficiente. La universidad ha aprobado un Plan de Acción Climática. 
|                                       |
| College of Pharmacy – Rockford Campus |

|                                  |
| College of Engineering Buildings |

|                                |
| University Hall at East Campus |

|             |
| Fall at UIC |

## Atletismo

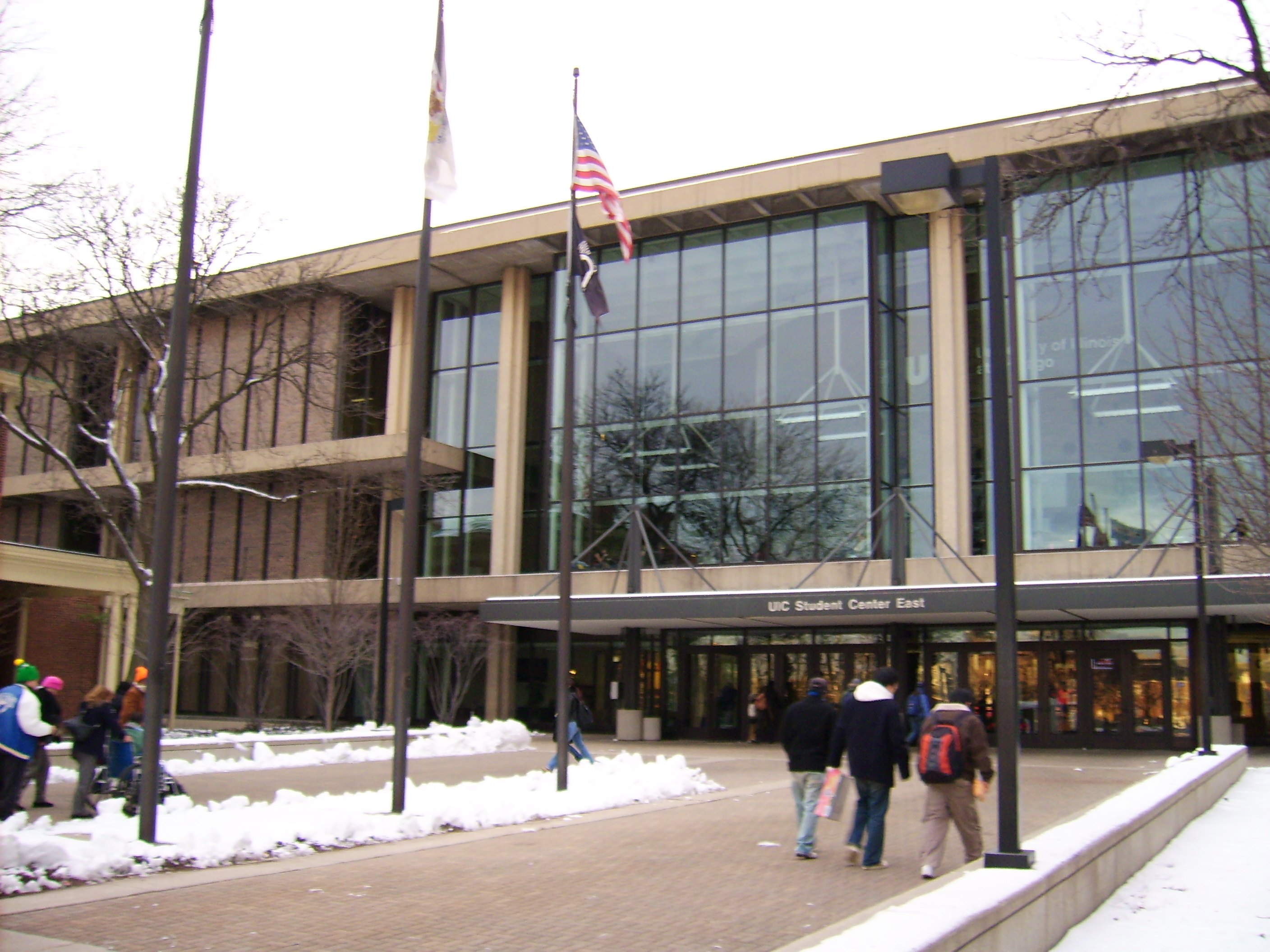
Centro de Estudiantes Este de la Universidad de Illinois en Chicago

Los equipos atléticos de Illinois-Chicago (UIC) se llaman Flames. La universidad es miembro del nivel de División I de la Asociación Nacional de Atletismo Colegiado (NCAA), y compite principalmente en la Conferencia del Valle de Missouri (MVC) desde el año académico 2022-23. Los Flames compitieron anteriormente en la DI Horizon League de 1994–95 a 2021–22; en la Conferencia DI Mid-Continent (Mid-Con, ahora conocida como Summit League desde el año escolar 2007–08) de 1982–83 a 1993–94; como Independiente DI de la NCAA durante el año escolar 1981–82; y en la Conferencia Atlética Colegiada de Chicago (CCAC) de la Asociación Nacional de Atletismo Intercolegial (NAIA) desde 1949–50 hasta aproximadamente 1980–81.
UIC compite en 18 deportes universitarios interuniversitarios:  Los deportes masculinos incluyen béisbol, baloncesto, campo a través, fútbol, natación y buceo, tenis y atletismo (interior y exterior); mientras que los deportes femeninos incluyen baloncesto, campo a través, golf, fútbol, sóftbol, natación y buceo, tenis, atletismo (interior y exterior) y voleibol.

### Apodo
El nombre del equipo de la UIC es Flames, una referencia al Gran Incendio de Chicago que comenzó unas cuadras al este del campus. La mascota es Sparky D. Dragon.

### Futbol masculino
En septiembre de 2006, el equipo de fútbol masculino obtuvo su clasificación más alta en la historia de la escuela cuando la encuesta de entrenadores universitarios de SoccerTimes.com colocó a los Flames en el puesto número 6 del país. En noviembre de 2006, UIC derrotó a Western Illinois por 3-0 en la primera ronda del torneo de la NCAA antes de caer en la segunda ronda ante Notre Dame por 1-0. UIC terminó la temporada 2006 como el mejor equipo defensivo del país después de permitir apenas ocho goles en más de 1993 minutos de juego durante 21 partidos para un promedio de goles en contra (GAA) de 0,36. La GAA fue la mejor del país en 2006 y también ocupó el quinto lugar de todos los tiempos en la historia de la NCAA. La UIC registró 13 blanqueadas y nunca permitió más de un gol en un partido. La UIC también permitió sólo dos goles después del intermedio durante toda la temporada. Junto con la marca GAA, UIC registró el mejor porcentaje de ahorro del país con una tasa de 0,908.
En 2007, la exitosa temporada de fútbol de la UIC culminó con una aparición de Elite-Eight en el torneo de la NCAA mediante victorias sobre el No. 12 St. Louis, Northwestern y el No. 8 Creighton. En un intento por aparecer en la Final Four, la UIC cayó ante Massachusetts 2-1. Al final de la temporada, UIC tenía un récord de 13–6–6 y fue nombrado uno de los 10 mejores equipos por la Asociación Nacional de Entrenadores de Fútbol de América (NSCAA).

### Béisbol
El equipo de béisbol de la UIC registró 30 o más victorias en un período de nueve años desde 2001 hasta 2010, ganó siete campeonatos consecutivos de la Liga Horizon y avanzó a una regional de la NCAA cuatro veces (2003, 2005, 2007, 2008). El béisbol de la UIC ha registrado victorias regionales contra el No. 1 Long Beach State en 2007 y el No. 2 Dallas Baptist University en 2008.

### Gimnasia
En 1978 y 1979, el equipo de gimnasia masculina de la UIC ganó los únicos títulos de equipos de la NCAA de la escuela en los Campeonatos de la División II. Después de la temporada de 1979, el programa de gimnasia masculina ingresó a la competencia de la División I y terminó la temporada en el décimo lugar a nivel nacional. Después de la exitosa temporada de 1980, el resto de los equipos deportivos de la UIC ascendieron a la categoría de División I. El equipo masculino de gimnasia de 1996 terminó la temporada en el noveno lugar, la clasificación final más alta de la escuela entre todos los deportes. Los homenajeados individuales de Gimnasia Masculina de la UIC División I All America incluyen: Paul Fina (Anillos), Mike Costa (Caballo con arcos, dos veces), Barry McDonald (Barras paralelas), Shannon Welker (Ejercicio de piso), Neil Faustino (Salto) y Andrew Stover (Barra horizontal).

## Vida de estudiante

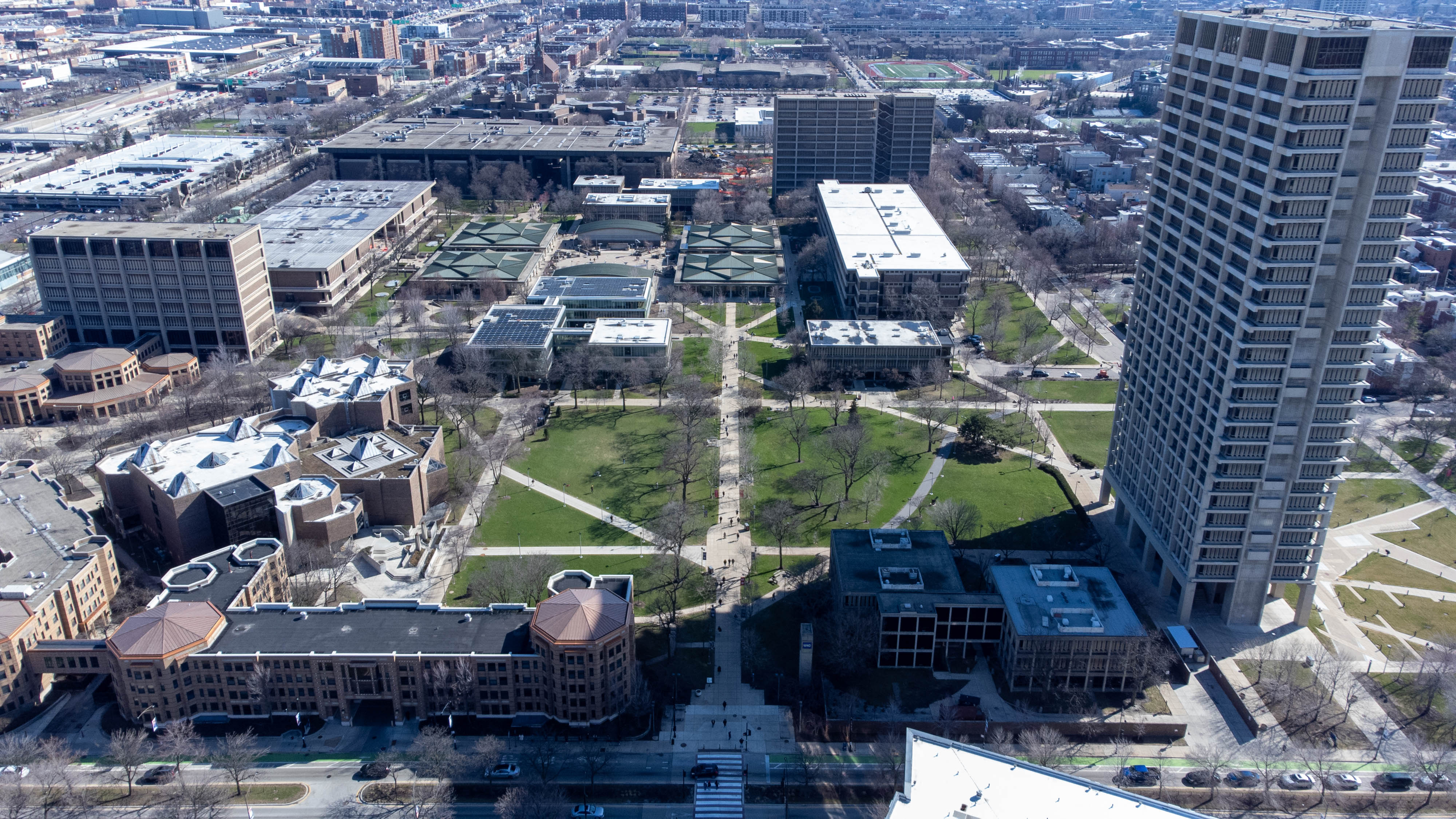
El UIC Quad en abril de 2022.

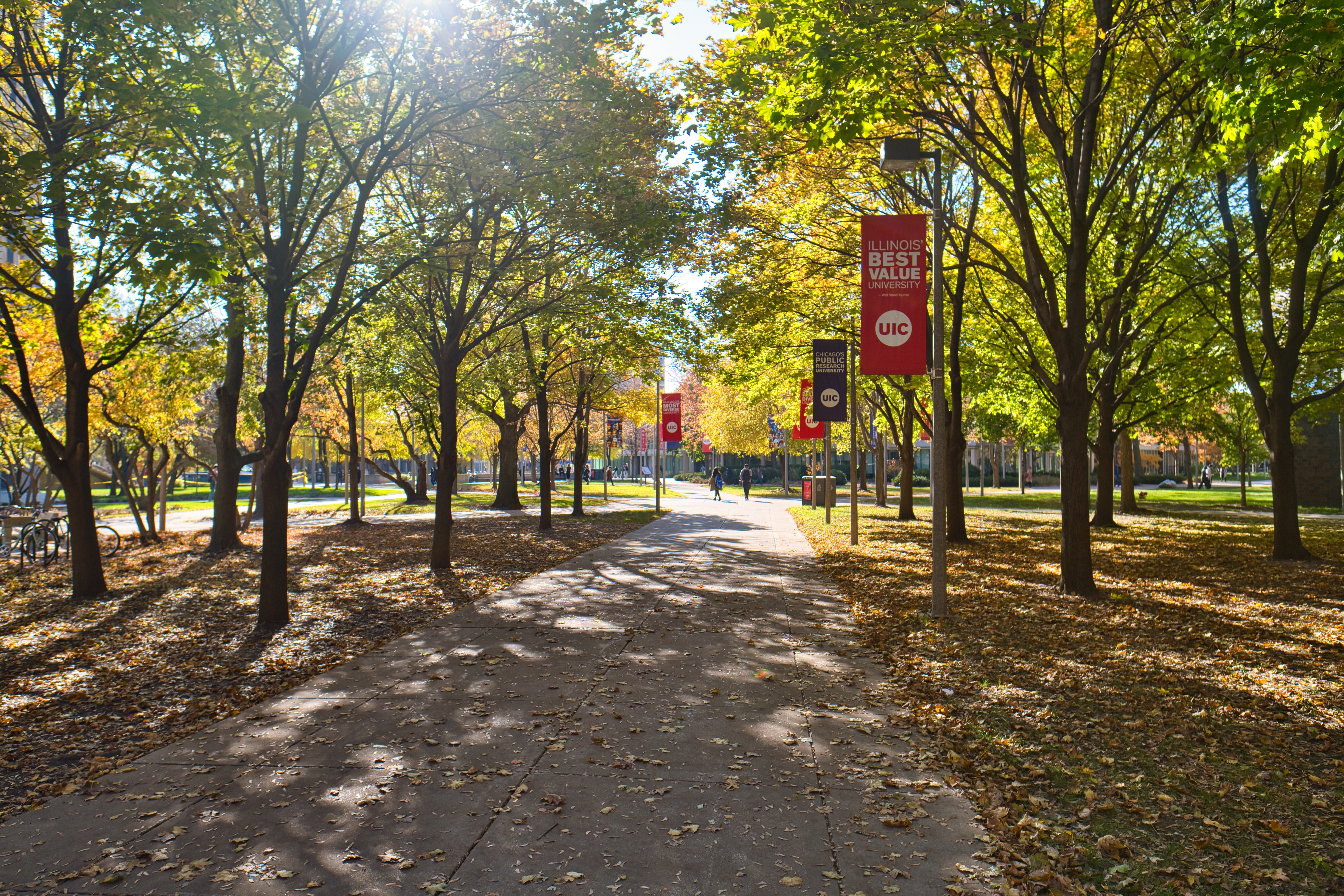
Campus de la Universidad de Illinois Chicago en 2021

La universidad está ubicada cerca de los barrios de Taylor Street, Greektown y Pilsen, con restaurantes y bares cercanos. El centro de Chicago está a 10 minutos a pie o a un corto trayecto en CTA.
UIC cuenta con una amplia variedad de amenidades en sus Centros de Estudiantes. Hay dos en el campus, uno en el lado este y otro en el lado oeste. 

### Spark in the Park
Spark in the Park es un festival de música anual que se lleva a cabo en Harrison Field, frente a Halsted y Harrison, excepto en 2014 y 2015, cuando se llevó a cabo en el UIC Pavilion debido a la construcción de la Eisehower Expressway Interestatal 290. Se lleva a cabo durante la segunda semana de clases en el otoño. El primer año que se llevó a cabo fue en 2010 donde Kid Cudi fue el cabeza de cartel, seguido de Lupe Fiasco en 2011, Childish Gambino en 2012, Kendrick Lamar en 2013 y J. Cole en 2014. En 2015, Twenty One Pilots fueron los cabezas de cartel y también contó con Wale. En 2016, el rapero Young Thug fue el acto de apertura seguido de una actuación de Daya y Travis Scott. En 2017, Nick Jonas actuó junto con DRAM. En 2018, el rapero Rich The Kid encabezó el programa y, en 2019, 21 Savage actuó en el evento.
La UIC alberga 27 fraternidades y hermandades sociales, incluidas organizaciones tanto generales como culturales. 